# プレイオナ (船)

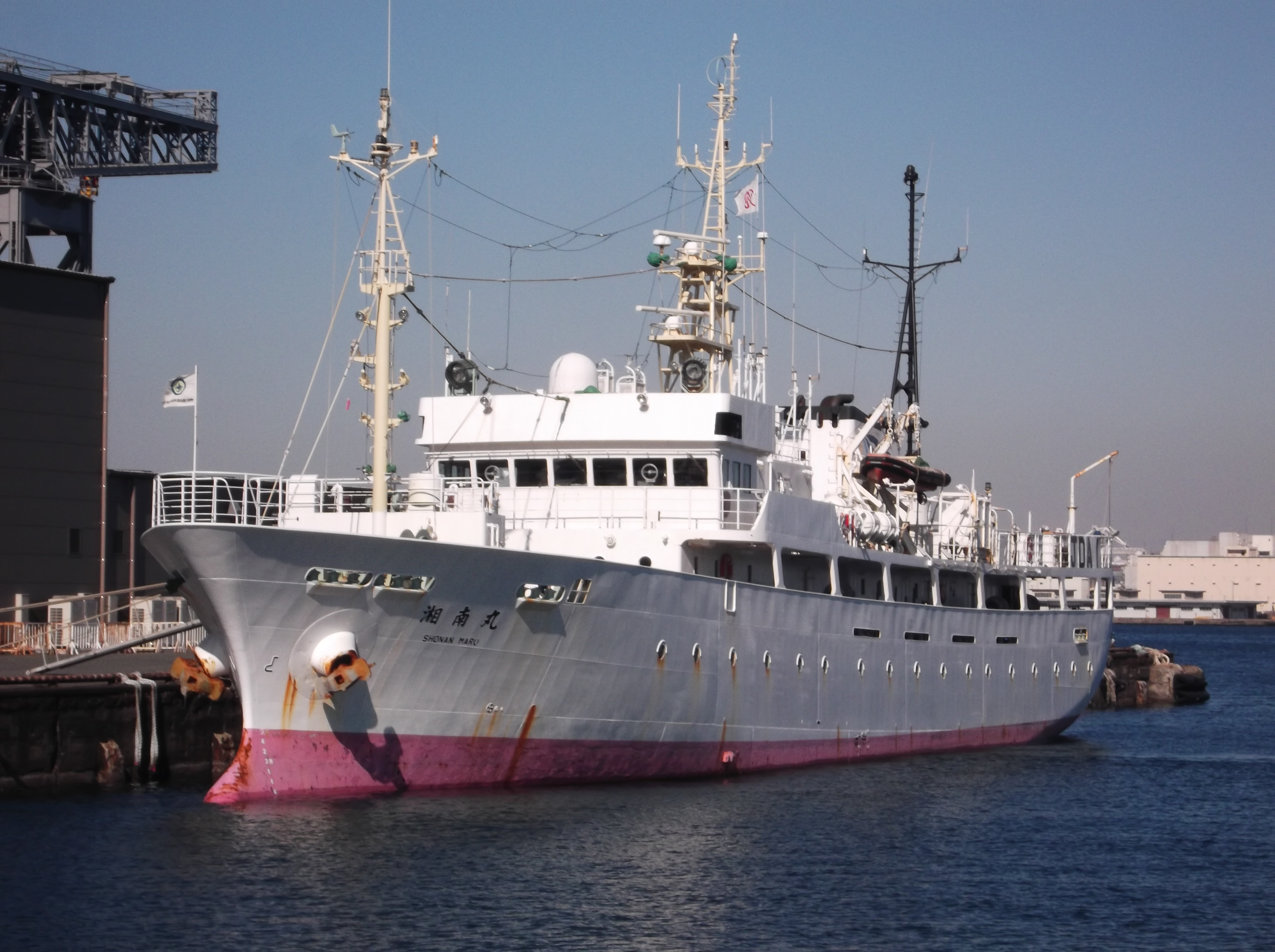
前身の「湘南丸」(2012年）

プレイオナ（ロシア語: Плейона、英語: Pleiona）はロシアの旅客船。プレイオーナとも表記される。前身は2018年に中古船として売却された神奈川県立海洋科学高等学校の漁業実習船「湘南丸」である。

## 船名
船名のПлейонаはプレーイオネーのロシア語表記である。

## 運航者
北方領土の色丹島に拠点を置くロシアの旅行会社ボストークツアー（ロシア語: Восток Тур）社が運航している。

## 設備
旅客定員は43名で、客室は14室ある。内訳は4名用のデラックス（Люкс）が2室、1名用のコンフォート（Комфорт）が1室、2名用のコンフォートが2室、4名用のスタンダード（Стандарт）が7室、2名用のスタンダード（Стандарт）が2室となっている。また、1階にはレストランがあり、船首には展望デッキがある。

## 日本航路

### ウラジオストク～七尾
2023年10月24日、プレイオナはウラジオストク港と石川県の七尾港を結ぶ航路に就航した。2022年のロシアのウクライナ侵攻以来、日本にロシアからの直行便が就航するのはこれが初めてである。就航時の報道によれば、ウラジオストク～七尾の所要時間は約48時間で、費用は片道6万7000ルーブル（当時のレートで約10万8000円）である。また、船内では1日3食の食事が提供されている。
ボストークツアーは北海道文化放送の取材に対し、就航の理由を「出張や帰省、観光などの目的でロシアと日本を行き来する需要があると聞いた」と答えている。また、当初は東京への直行便を検討していたものの、移動距離および入港手続き、費用面から難しいと判断して七尾港への就航を決めたという。なお、政治学者の中村逸郎は、管理が体制が緩い七尾港が就航地として選ばれた可能性があり、ロシアのスパイ行為に警戒すべきであると指摘している。なお、初便の七尾行きは2名、ウラジオストク行きは6名が乗船しており、ボストークツアーは乗客不足となった場合でも運航するとしている。
その後、少なくとも10月下旬まではボストークツアー社のサイトに七尾行き航路が記載されていたが、後述するように11月上旬に到着地の変更が発表され、七尾航路は運航されなくなった。

### ウラジオストク～小樽
同年11月7日、前述の七尾航路について、日本側の到着地が北海道の小樽港に変更されていることが北海道新聞によって報道された。7日時点で入港に必要な申請が小樽市港湾室に届いていなかったが、同日夕方に申請が行われ、13日に入港し、14日に出港するというスケジュールが明らかになった。小樽への初便の乗客は3人程度と報じられた。
11月13日現在、同社のサイトには金曜日にウラジオストクを出発し、月曜に小樽に到着する週1往復の定期運航が6週間分掲載されている。
スプートニクの取材に対し、ボストークツアーの社長は「本州の方が乗客にとって利便性が高いと考え、当初は七尾に入港した」「世論の反対を受けて小樽港への変更を余儀なくされた」と答えている。また、北海道放送の取材に対し、小樽市は「ロシア籍の貨物船は日常的に入港しており、商業港として国籍関係なく公平に入港を受け入れる」と回答している。
その後、12月には「受け入れ側」（日本）で生じた状況への対応が困難であるとして定期航路の運航継続を断念した。わずか3往復のみの運航で撤退となった。